# Ayrancı, Çankaya
Ayrancı là một xã thuộc huyện Çankaya, tỉnh Ankara, Thổ Nhĩ Kỳ.